# Bueno y malo

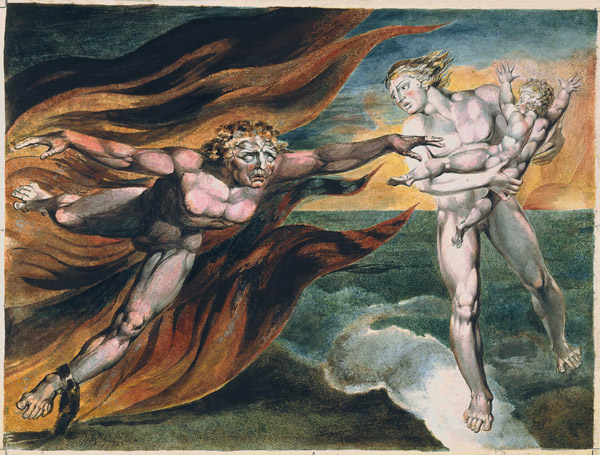
The Good and Evil Angels, pintura de William Blake.

Las palabras bueno y malo son una forma básica de hablar de valor o ética. A menudo se utilizan de diferentes maneras para hablar de cosas, personas, ideas o acciones como buenas o malas. Los filósofos estudian muchas cuestiones sobre los conceptos de bueno y malo. Hay muchas creencias diferentes sobre lo que es bueno o malo, o sobre lo que realmente significan estas dos palabras. Estas diferencias pueden verse a menudo en diferentes culturas y religiones.

## Buenopara algoy buenoen sí mismo
En filosofía, la bondad se entiende generalmente en dos tipos principales: o una cosa es buena para algo o es buena en sí misma. Por ejemplo, comer correctamente puede ser bueno para mantenerse sano (demostrable), pero comer correctamente puede no ser un bien en sí mismo (no demostrable). Esto también se aplica a las cosas que se llaman malas. La creencia de que existen cosas buenas en sí mismas y malas en sí mismas ha sido una parte principal de la filosofía occidental desde el griego Platón. Sin embargo, algunos filósofos han rechazado esta creencia.
Un bien relativo es algo que es bueno porque la gente dice que es bueno. Un bien absoluto es algo que es bueno por algo en sí mismo. Es bueno aunque no haya nadie que lo vea. Por ejemplo, un economista puede decir que la Mona Lisa es un bien económico muy valioso porque se puede vender por mucho dinero. Un filósofo puede decir que el cuadro es bueno por cómo está pintado. El economista ve un bien relativo, porque la gente puede no querer pagar por él. El filósofo ve un bien absoluto, porque siempre estará bien pintado.

## El bien y el mal
El bien y el mal son opuestos. Y la gente tiene opiniones sobre qué acciones son buenas y qué acciones son malas. Por ejemplo, alguien puede pensar que la pena de muerte es algo malo y otra persona que es buena.